# Marianne Pitzen
Marianne Pitzen (Stuttgart, 29 de mayo de 1948) es una artista y activista alemana. En 1981 fundó el Museo de las mujeres de Bonn del que todavía es directora.

## Biografía
Nació en Stuttgard en 1948 y luego se mudó a Bonn con su familia donde su padre trabajaba en el Museo del Transporte. Pintaba desde niña y pronto le llamó la atención que apenas hubiera cuadros pintados por mujeres en los grandes museos.  Aprovechando la facilidad de poder disfrutar de viajes gratuitos se dedicó a recorrer Europa visitando centros de arte. Intentar cambiar la situación de las mujeres fue un incentivo para sus acciones artísticas y políticas.

### Trayectoria como artista
En un principio su obra era clásica con el referente de pintoras del siglo XIX pero pronto empezó a interesarse por constructivistas y racionalistas. En 1969 realizó su primera exposición. Posteriormente  se puso a dibujar proyectos de ciudades utópicas que se fueron convirtiendo en maquetas en las que planificaba nuevas formas de convivencia. 
Pronto pasó de las maquetas a esculpir con papel y cola. Son características de su obra las matronas, conjuntos de mujeres tocadas con un voluminoso peinado o cofia basadas en las matronas de origen celta encontradas en la región de Renania, un peinado que suele llevar la propia Marianne desde los 17 años cuando vio a la Dama de Elche y se quedó impresionada con el tocado.
“No se me ocurriría crear una escultura solitaria, siempre me interesa la sociedad, así que enseguida el proyecto se me convirtió en una especie de parlamento de matronas” explica sobre las razones por las que estas matronas son siempre colectivos y parecen inmersas en conversaciones entre ellas.

### Lo personal es social y lo social es político
Desde un principio su filosofía es "lo personal es social y lo social es político".  En 1971 creó la Galería Circulus y en 1974 junto a su marido Horst Pitzen la revista Circular.
En 1973/74 fundó junto con otras artistas el grupo Las mujeres dan forma a su ciudad en Bonn con el objetivo de luchar por una ciudad en la que las mujeres fueran protagonistas de las decisiones con puestos interesantes para ellas y que pudieran vivir de ello. También "Frau + Futura" Se crearon librerías de mujeres, grupos literarios y deportivos, etc. En un principio ocuparon un edificio abandonado en un barrio céntrico de Bonn, a pesar de los diversos intentos de desalojo consiguieron una subvención municipal y con el apoyo de muchas artistas fundaron en 1981 el Museo de las mujeres de Bonn con el objetivo crear un espacio para el arte contemporáneo de las mujeres y recuperar la historia no solo de las artistas.
En 1981 fundó el Museo de las mujeres de Bonn considerado el primer museo de mujeres del mundo. Hoy sigue siendo responsable del diseño y su organización.  También fundó el grupo "zart & zackig".
También es co-iniciadora del Premio Gabriele Münter otorgado desde 1994 por el Ministerio Federal para la Familia, los Ancianos, las Mujeres y los Jóvenes en cooperación con la Asociación Federal de Artistas Visuales, GEDOK y el Museo de las mujeres de Bonn. para mujeres artistas de más de 40 años con el objetivo de apoyar el desarrollo de la carrera artística de las ganadoras.
Marianne Pitzen es miembro del grupo de artistas "tiernos y dentados".

## Honores y premios
- 1998 Orden del Mérito de laRepública_Federal_de_Alemania
- 1991 mujer del mes, WDR 1

## Exposiciones
- 1991 en el Museo Karl Ernst Osthaus , Hagen
- 1992 Museo de la ciudad de Zwickau
- 1994 Galerie am Fischmarkt, Erfurt
- 1998 Museo de la ciudad de Bonn
- 1999 Art Center, Ulan Bator
- 1999 mina de sal de la ciudad de Regensburg
- 2001 Galerie Futura, Berlín
- 2001/02 Reunión de arte Faulturm, gran planta de tratamiento de aguas residuales en Colonia
- 2008 MP 60, Museo de las Mujeres de Bonn